# Amelia Chopitea Villa
María Amelia Chopitea Villa (20 tháng 3 năm 1900 - 1942) là nữ bác sĩ và nhà văn đầu tiên của Bolivia.

## Tiểu sử
María Chopitea được sinh ra ở Potosí, Bôlivia năm 1900. Cha mẹ bà là Adolfo Chopitea và Amelia Villa. Maria Amelia Chipotea Villa ra đời vào thời điểm xã hội Bolivian rất gia trưởng. Mặc dù vậy, bà là người phụ nữ y tế đầu tiên ở Bolivia. Bà mất tương đối trẻ, ở tuổi 51.

## Nghề nghiệp
Sau khi nhận bằng cử nhân, Chopitea Villa vào Đại học Y khoa tại Đại học Saint Francis Xavier ở Sucre, Bolivia năm 1919, nơi bà là một sinh viên xuất sắc. Trong quá trình học đại học, bà được chỉ định là sinh viên thực tập tại Bệnh viện Santa Bárbara. Sau đó, bà trở thành người phụ nữ Bolivian đầu tiên học ngành y.
Khi bà học xong đại học, bà bắt đầu viết luận án tiến sĩ, Causas de la mortalidad Newbornil, được cố vấn bởi Giáo sư Nicolas Ortíz Antelo, được chấp thuận vào ngày 25 tháng 6 năm 1926. Nó tập trung vào tỷ lệ tử vong trẻ sơ sinh cao của thời gian. bà bắt đầu bằng cách đề cập đến tần suất tử vong bất thường trong môi trường, với tất cả những thiếu sót về sự lạc hậu của các cộng đồng quốc gia. Bà đã trình bày một phương pháp thống kê về tỷ lệ tử vong và tử vong ở trẻ sơ sinh từ những năm 1920 đến 1925, nơi bà chứng minh rằng cứ một trăm trẻ em thì có 39% tử vong. Trong quá trình một năm, 870 đã được sinh ra và 490 người đã chết. bà đã hoàn thành luận án bày tỏ sự cảm kích của mình đối với các giáo viên đã dành sự khích lệ và nhiệt tình của cô, Tiến sĩ. Leónidas Tardío, Domingo Guzmán, Jaime Mendoza, Walter Villafani, đã có những lời cảm ơn dành cho cha đỡ đầu của mình, Tiến sĩ Nicolás Ortiz Antelo. Nghiên cứu sau đại học đầu tiên của bà nằm trong lĩnh vực nhi khoa.
Vào tháng 9 năm 1926, Quốc hội Bôlivia đã ban hành luật cho Chopitea Villa tới Paris để nghiên cứu thêm, nơi bà học dưới nhiều bác sĩ và làm việc cho một số bệnh viện. chẳng hạn như thai sản Baudeloque, Tarnier, Efants Malades và nhiều người khác. Vào tháng 4 năm 1929, bà đại diện cho Bolivia tại Đại hội của Hiệp hội quốc tế tập đoàn des femmes-médecins (Hiệp hội quốc tế phụ nữ y tế) ở Paris; bà ấy là phụ nữ duy nhất từ Nam Mỹ. bà trở về Bolivia, nơi bà trở thành một bác sĩ phẫu thuật nổi tiếng, chuyên về phụ khoa và nhi khoa. bà đã thành lập tổ chức Clausellon de Niños (Phòng trẻ em) tại Bệnh viện Oruro. Chính phủ Bolivia vinh danh bà vì các đóng góp y khoa của bà, và cũng vì các giúp đỡ của bà cho gia đình của những người lính trong Chiến tranh Chaco.